# Bothrops
Bothrops là một chi rắn lục đặc hữu ở Trung và Nam Mỹ. Tên chung, Bothrops, có nguồn gốc từ tiếng Hy Lạp βόθρος, bothros, có nghĩa là "hố", và ώπς, ops, có nghĩa là "mắt" hoặc "mặt", cùng ám chỉ các cơ quan ở hố loreal nhạy cảm với nhiệt. Các thành viên của chi này là nguyên nhân gây ra nhiều cái chết cho con người ở châu Mỹ hơn bất kỳ nhóm rắn độc nào khác. Hiện nay, 45 loài được công nhận.

## Các loài
Chi này có các loài:
- Bothrops alcatraz (Marques, Martins & Sazima, 2002)
- Bothrops alternatus (Duméril, Bibron & Duméril, 1854)
- Bothrops ammodytoides (Leybold, 1873)
- Bothrops asper (Garman, 1883)
- Bothrops atrox (Linnaeus, 1758)
- Bothrops ayerbei Folleco-Fernandez, 2010
- Bothrops barnetti Parker, 1938
- Bothrops bilineata (Wied, 1825)
- Bothrops brazili Amaral, 1923
- Bothrops caribbaeus (Garman, 1887)
- Bothrops chloromelas (Boulenger, 1912)
- Bothrops cotiara (Gomes, 1913)
- Bothrops diporus (Cope, 1862)
- Bothrops erythromelas (Amaral, 1923)
- Bothrops fonsecai (Hoge & Belluomini, 1959)
- Bothrops insularis (Amaral, 1921)
- Bothrops isabelae Sandner Montilla, 1979
- Bothrops itapetiningae (Boulenger, 1907)
- Bothrops jararaca (Wied, 1824)
- Bothrops jararacussu Lacerda, 1884
- Bothrops jonathani (Harvey, 1994)
- Bothrops lanceolatus (Bonnaterre, 1790)
- Bothrops leucurus Wagler, 1824
- Bothrops lojanus Parker, 1930
- Bothrops lutzi (Miranda-Ribeiro, 1915)
- Bothrops marajoensis Hoge, 1966
- Bothrops marmoratus Da Silva & Rodrigues, 2008
- Bothrops matogrossensis (Amaral, 1925)
- Bothrops medusa (Sternfeld, 1920)
- Bothrops moojeni Hoge, 1966
- Bothrops muriciensis Ferrarezzi, 2001
- Bothrops neuwiedi (Wagler, 1824)
- Bothrops oligolepis (Werner, 1901)
- Bothrops osbornei Freire-Lascano, 1991
- Bothrops otavioi Barbo, Grazziotin, Sazima, Martins & Sawaya, 2012
- Bothrops pauloensis (Amaral, 1925)
- Bothrops pictus (Tschudi, 1845)
- Bothrops pirajai Amaral, 1923
- Bothrops pubescens (Cope, 1870)
- Bothrops pulchra (Peters, 1862)
- Bothrops punctatus (Garcia, 1896)
- Bothrops rhombeatus (Garcia, 1896)
- Bothrops sanctaecrucis Hoge, 1966
- Bothrops taeniata (Wagler, 1824)
- Bothrops venezuelensis Sandner-Montilla, 1952